# Рамасвамі Амарасімха
Рамасвамі Амарасімха — магараджа Тханджавура. Спочатку був регентом при малолітньому Серфоджі II, потім одноосібно зайняв трон, але 1798 року остаточно поступився престолом своєму підопічному.